# Román Carbajo
Román Carbajo Alonso (Bilbao, 9 de diciembre de 1967 - 22 de junio de 2023) fue un jugador de baloncesto español. Con 2.04 de estatura, su puesto natural en la cancha era el de pívot.

## Trayectoria
- Cantera Maristas Bilbao.
- 1984-87 Cajabilbao.
- 1987-88 Club Baloncesto Breogán.
- 1988-92 Cajabilbao.
- 1992-93 Saski Baskonia.
- 1993-96 Club Ourense Baloncesto.
- 1996-97 CB Andorra.